# Roberto Arlt

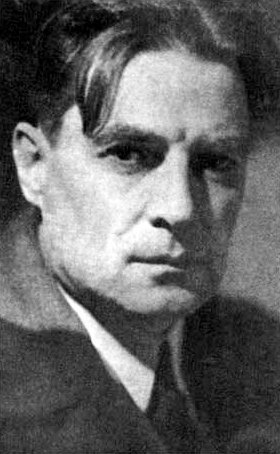
Roberto Arlt.

Roberto Arlt, född 26 april 1900 i Buenos Aires, död där 26 juli 1942, var en argentinsk romanförfattare, novellist, dramatiker, journalist och uppfinnare.

## Biografi
Roberto Emilio Godofredo Arlt bemödade sig själv om att skapa förvirring angående sina persondata. Hans födelsedatum anges i olika biografier vara 2 eller 7 april 1902. I hans dop- och födelsecertifikat utfärdat av folkbokföringen (se bild) anges den 26 april 1900 som födelsedatum. Fullständiga namnet påstås ibland vara Roberto Godofredo Christophersen Arlt, vilket ej stöds av anförd källa.
Han var son till Karl Arlt från Preussen och den i Österrike-Ungern födda Ekatherine L Lostraibitzer, två fattiga immigranter som nyligen invandrat. Hans barndom utspelade sig i Flores, en stadsdel i argentinska huvudstaden. Inom familjen talades tyska. Relationen till fadern präglades av ett strängt och kontrollerande bemötande, eller direkt sadism. Roberto Arlt mindes alltid att fadern, under hans barndom, brukade säga vid varje misstanke om någon förseelse: ”Imorgon så fort det dagas får du prygel”. Roberto Arlt låg sedan sömnlös nästan hela natten och stirrade på klockan i sitt rum, under väntan på slagen som hans far skulle utdela vid gryning. Minnet av fadern återkommer sedan i författarens verk. Arlt avstängdes från skolan vid åtta års ålder och var därför självlärd. Han arbetade på en lokaltidning, sedan som biträde på ett bibliotek, som målare, mekaniker, svetsare, hamnarbetare och drev också en tegelfabrik. År 1926 skrevs hans första roman El juguete rabioso, vars titel först varit ”La vida puerca” (”Svinlivet”), men under denna tid var Arlt sekreterare och omsider personlig vän till författaren Ricardo Güiraldes som ansåg ursprunglig titel alltför utmanande för dåtidens läsekrets. Under sin tid som journalist publicerade Arlt också sina populära Aguafuertes porteñas.

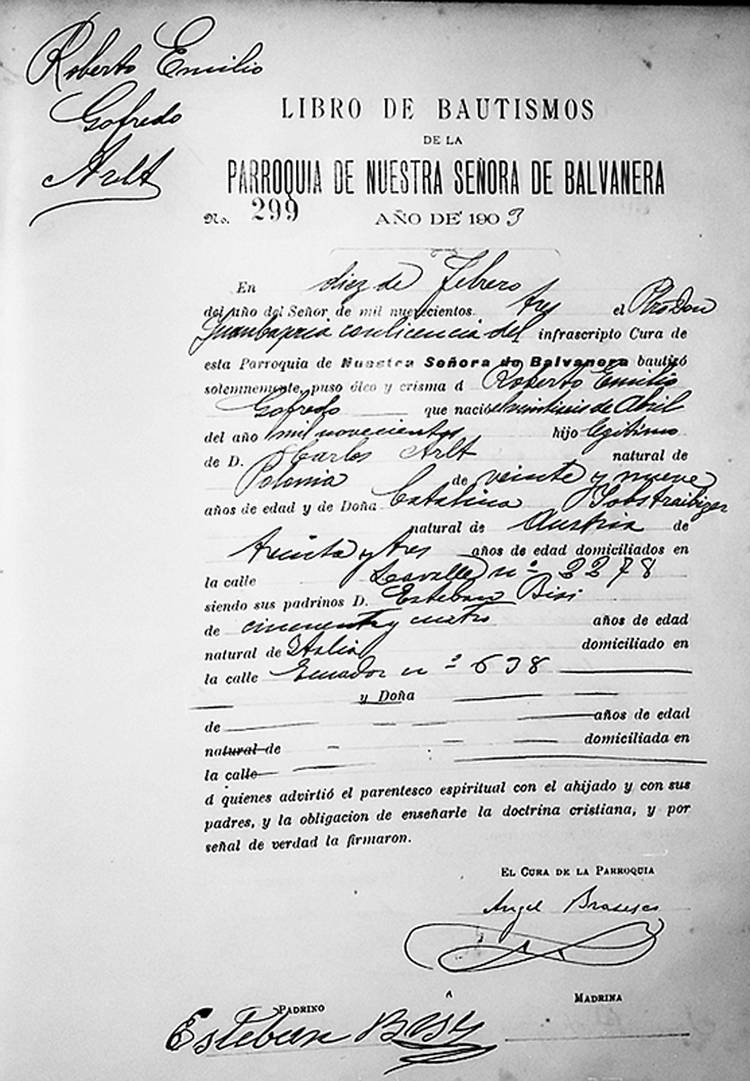
Roberto Arlts dopcertifikat.

## Litterär stil
Arlt företräder – enligt kulturskribenten Martin Rogberg, som introducerade hans verk för svensk publik – så gott som ensam argentinsk arbetarlitteratur. (Lyrikern Alfonsina Storni är den enda som i detta avseende möjligen kan sättas vid hans sida.) Dessutom ådagalade han en på dessa breddgrader sällsynt radikalism och strävan mot teknisk förnyelse. Roberto Arlt är den förste upptäckaren i ”cementdjungeln”, som kontrast till tidigare argentinsk litteratur, bunden till den jordägande överklassen. Arlt skriver om immigranter och kosmopolitiska stadsbor. Hans språk ligger fjärran från akademisk spanska. Han har ibland ansetts vara språkrör för proletariserad lägre medelklass, samt angränsande skikt av grov- och industriarbetare. Vulgaritet och oblyg frispråkighet alienerade ibland Arlts läsekrets. Samtiden chockerades också av att homosexualitet skildrades frispråkigt och seriöst. Enligt andra var Arlt icke massornas företrädare; han var en individualist, vilken ansåg dessa groteska. Han erbjöd inga revolutionära lösningar, blott ett hejdlöst självplågeri. (Arlt brukar hänföras till den så kallade Boedo-gruppen, jämte några andra författare hemmahörande i denna proletära stadsdel; han uppfattades som en ”liten Dostojevskij” bland skrivarkollegorna.)
I hans berättelser beskrivs, med naturalism och humor, både uselhet och storhet hos personer i indolenta miljöer. Likaså skildras nykomlingar i Argentina, vilka försöker passa in i en värld styrd av ojämlikhet och förtryck. Vissa noveller har gått in i litteraturhistorien, såsom El jorobadito, Luna roja och Noche terrible.
Genom sitt direkta skrivsätt, fjärran från all estetik, blev han ansedd såsom slarvig – vilket skär sig mot den nydanande kraft som han tillfört argentinsk litteratur under nittonhundratalet.
Stilen (och drivkraften) hos Arlt hade onekligen vissa konstnärliga tillkortakommanden. Hans stil och komposition var ofullkomliga. I romanen Los siete locos vet man exempelvis inte vem berättaren är; ibland talar en allvetande berättarröst, andra gånger huvudpersonen själv. Prosan är klumpig, stundom oläslig, enligt vissa. Genom den nervösa kraften i författarens råa temperament, samt hans yra upproriskhet med vågade scener, var Arlt likväl populär. Han blev ingalunda bortglömd utan fick ständigt nya läsare. Ungdomar med kritiska åsikter tilltalades av hans verk. Efter Alts död, säger en framstående litteraturvetare, spårade dessutom det argentinska samhället ur och tillät öppet de skändligheter som han skildrat såsom förekommande i stadens undanskymda vrår. Över hela världen spred sig vidare bruket att skriva romaner utifrån varierande berättarperspektiv – med yrande inre monologer. Berättarkonsten efter andra världskriget omhuldade, i en nynaturalistisk och existentialistisk våg, teman som Arlt företrätt: hat, våld, sex, brott, sjuklighet och cynism. Man uppfattade då Arlt som profetisk föregångare.
Postumt växte hans anseende. Han har kallats Argentinas förste moderne författare. Nyare skribenter som Ricardo Piglia, César Aira och Roberto Bolaño är direkta arvtagare till vissa av Arlts litterära innovationer. Likaså betraktade Julio Cortázar honom som sin förebild.
Alltifrån 1930-talet började han med teater och skrev inom denna genre under sina sista år. Hans pjäser spelades i Buenos Aires, på Teatro del Pueblo, vars direktör Leónidas Barletta uppskattade dem. Arlt bryter med realismen och behandlar problemen kring alienation. Endast El fabricante de fantasmas spelades på vanlig kommersiell teater, där den gjorde fiasko. Efter författarens död år 1942, har Trescientos millones, Saverio, el cruel och La isla desierta varit hans mest spelade pjäser. Arlts utopiska anarkism framträder i det nämnda verket Trescientos millones (1932), i El fabricante de fantasmas (1936) och i La fiesta del hierro (1940). Han uppfattas som föregångare till argentinsk social teater samt senare strömningar, såsom absurdism och existentialism.

## Journalism
Genom sina tidningsspalter beskrev Arlt staden Buenos Aires i vardagen. Ett urval av dylika artiklar återfinns i Aguafuertes porteñas (1928-1933), Aguafuertes españolas (skrivna under hans resa till Spanien och Marocko åren 1935 och 1936), Nuevas aguafuertes, etc.
Arlt var annars främst kriminalreporter, vilket försatte honom i kontakt med den marginaliserade värld som avspeglas i Trescientos millones, ett verk med visst verklighetsunderlag.

## Död och eftermäle
Roberto Arlt avled i Buenos Aires, 42 år gammal, av hjärtstillestånd. Kroppen kremerades vid Cementerio de la Chacarita varefter hans aska fördes till Paranáfloden och spreds i dess vatten. Vid avskedsceremonin talade författarkollegan Nicolás Olivari och poeten Horacio Rega Molina läste en dikt. Tidningen El Mundo publicerade nästa dag den sista av hans omtyckta aguafuertes porteñas. Dödsfallet förbigicks annars av pressen. Först efter sin död blev Arlt ett verkligt stort litterärt namn.
Roberto Arlt var förvisso hårt kritiserad under 1900-talets första hälft. Ännu i mitten av förra seklet kunde litteraturhistorikern Enrique Anderson Imbert hävda att endast några kverulanter hade någon särskilt hög tanke om denne skribent. Idag menar tungt vägande opinionsbildare inom argentinsk litteratur att hans verk blivit en viktig milstolpe. Abelardo Castillo, exempelvis, hävdar att Arlt varit obligatorisk läsning för åtminstone de två senaste generationernas argentinska skriftställare, eftersom han omdefinierade både det tematiska, det språkliga och relationen konstnär-tidsepok. Andra, såsom Guillermo Saccomanno, rankar honom likvärdig med landets klassiska författare (Domingo Faustino Sarmiento och Lucio V. Mansilla) eller med mer moderna såsom Julio Cortázar och Rodolfo Walsh, vilka själva tillägnat Arlt beundrande omdömen. För skriftställaren och litteraturkritikern Ricardo Piglia grundlade Arlt den moderna argentinska romankonsten, genom sin nya stilistik.

## Kuriosum
Författaren var likaledes uppfinnare. Han bildade ett bolag, ARNA (Arlt-Naccaratti) och med litet investerade medel från skådespelaren Pascual Naccaratti uppförde han i staden Lanús ett blygsamt kemiskt laboratorium. Han fick patent på strumpor förstärkta med gummi.